# メタクロロ過安息香酸
メタクロロ過安息香酸（—かあんそくこうさん、m-chloroperoxybenzoic acid, 略称 mCPBA）は、過酸、過カルボン酸の1種で、過安息香酸が持つベンゼン環の3位の炭素に結合している水素が塩素に置換された構造をしているため、3-クロロ過安息香酸とも呼ばれる。有機合成において酸化剤としてしばしば用いられる有機塩素化合物であるものの、比較的不安定な物質であり取り扱いには注意を要する。

## 取り扱い上の注意
メタクロロ過安息香酸は強い酸化力を持っているため、可燃性の物に触れると、それを急速に酸化して発熱し、火災を引き起こす可能性がある。さらに、純粋なものは物理的衝撃や火花により爆発することがある。そのため、メタクロロ過安息香酸に水を混合させて安定化させたものも市販されている。これは約65～75重量パーセントのメタクロロ過安息香酸を含むほか、少量のメタクロロ安息香酸も含まれている。ここからより純度の高いメタクロロ過安息香酸を得るためには、ベンゼンなどの水とは分離する有機溶媒に溶解させ、この溶液を炭酸水素ナトリウム水溶液などの弱塩基性の水溶液と分配し、メタクロロ安息香酸のみを水相へと除去する。その後、有機溶媒を留去、乾燥すればよい。

## 有機化学において
メタクロロ過安息香酸は有機化学において様々な酸化反応を行う試薬として広く使われている。他の過酸に比べて取り扱いが容易なため、好んで使われることが多い。主な用途として、ケトンからエステルへの変換（バイヤー・ビリガー酸化）、アルケンのエポキシ化、アミンのアミンオキシドへの酸化、スルフィドのスルホキシドやスルホンへの酸化などがある。もっぱら求電子的な反応性を示す。
なお、酸に不安定な化合物に対して用いる場合、リン酸緩衝液の存在下で反応を行うと生成物の収率が向上することがある。